# 桃花杜鹃
桃花杜鹃（学名：Rhododendron pruniflorum）为杜鹃花科杜鹃花属下的一个种。

## 扩展阅读
- 維基物種上的相關：桃花杜鹃